# Chlorodynerus flavoferrugineus
Chlorodynerus flavoferrugineus är en stekelart som beskrevs av Giordani Soika 1970. Chlorodynerus flavoferrugineus ingår i släktet Chlorodynerus och familjen Eumenidae. Inga underarter finns listade i Catalogue of Life.